# 張孝思
张孝思（？—？），字则之，号懶逸，丹徒（今江苏镇江）人。

## 生平
明末諸生。平生有三癖：潔癖，茶婢，法書名畫婢。精於鉴赏，富收藏，築有培風閣。工书法，師法晋人，又善畫兰竹。

## 家族
父张觐宸。